# Silvia Gil
Silvia Gil Cerdá (Madrid, 1975) fue la primera mujer al frente de un área de montaña, la primera jefa de un subsector de Tráfico y es la primera mujer española al frente de una Comandancia de la Guardia Civil al asumir la jefatura de la de Teruel.

## Biografía
Silvia Gil es Licenciada en Derecho y Grado Universitario en Ciencias Jurídicas y de las Administraciones Públicas, Diplomada en Estado Mayor, Máster en Seguridad, Máster en Estudios de Género y Doctora en Estudios Feministas y de Género. En 1996 estudió en la Academia General Militar de Zaragoza y en la Academia de Oficiales de la Guardia Civil de Aranjuez, Madrid, obteniendo el empleo de teniente en 2001.
Su primer destino fue el puesto de Vecindario en Las Palmas y luego en 2006 en la Sección de Rescate e Intervención en montaña (SEREIM) de Cangas de Onís en Asturias. Ya como Capitán fue jefa en el Subsector de Tráfico de Las Palmas y como comandante ha estado en el Gabinete Técnico de la Dirección General de la Guardia Civil donde promovió el I Plan de Igualdad en la Guardia Civil. Desde 1988 la mujer forma parte de la Guardia Civil en igualdad de derechos sin embargo no ha sido hasta hace poco que hayan podido ocupar puestos de relevancia. En 2020, Silvia Gil fue la cuarta mujer que llegó a ser Teniente Coronel en la Guardia Civil y es la primera mujer en hacerse cargo de una comandancia en los 176 años de historia del instituto armado. En 2021 fue destinada a la Comandancia de Teruel por el secretario de Estado de Seguridad, Rafael Pérez, y la Directora General de la Guardia Civil, María Gámez. Este mismo año también María Sol Rodríguez se convirtió en la primera mujer en entrar en el Grupo de Acción Rápida (GAR), uno de los cuerpos de élite de la Guardia Civil.
En la esfera internacional Silvia Gil ha sido profesora de Tráfico para la policía palestina en Cisjordania, Oficial de enlace de la Guardia Civil con la Escuela de Oficiales de la Gendarmería Nacional Francesa (EOGN) en Melun y Oficial de Enlace de la Misión de la Unión Europea de Administración de Fronteras (EUBAM RAFAH) en Palestina. Antes de ser nombrada jefa de la Comandancia de Teruel estaba en comisión de servicio en el Destacamento de Naciones Unidas en Colombia.

## Premios y reconocimientos[13][14]
- Premio Igualdad de la Universidad de Alicante en 2023.[15]

- Cruz de Plata y con Distintivo Blanco de la Orden del Mérito de la Guardia Civil.
- Cruz al Mérito Policial y Cruces al Mérito Militar.
- Cruz de la Real y Militar Orden de San Hermenegildo.
- Medalla al Servicio Política Europea Seguridad y Defensa.